# 贝蒂娜·海嫩-阿耶希
贝蒂娜·海嫩-阿耶希（德語：Bettina Heinen-Ayech，1937年9月3日—2020年6月7日），德国画家，以绘画阿尔及利亚色彩斑斓的田园风光画而著名。

## 生平
贝蒂娜·海嫩的父亲约翰·雅各布·约塞夫·“汉斯”·海嫩 (1895–1961),  是出生在德国北威州堡衡的一名新闻记者。他长期担任《索林根日报》和主要销售德国金属产品的《艾伯瓦德地区广告报》的主编，同时也是诗人和戏剧家。她的母亲叫尔娜，婚前姓史丹霍夫 (1898–1969)， 出生于杜塞多尔夫，祖籍是居住在索斯特附近的阿瑟农庄的威斯特法伦人。贝蒂娜和她的两个哥哥、一个姐姐居住在索林根。他们生长在一个思想开放、充满艺术气息的家庭里。他们一家人生活在霍夏德地区的一个半木结构的房子里。这个地方一直是海嫩的居住地。
第二次世界大战期间，贝蒂娜·海嫩从1942年开始和她的母亲、姐姐生活在德国巴伐利亚州阿尔高地区宜思宁附近的克罗兹塔-埃森巴赫。后来，她们和画家埃尔文·博文(1899–1972)相识并结下友谊。那时的埃尔文·博文在结束了旅居荷兰10年后，自1942年回到了德国，但始终处于纳粹的追捕中。贝蒂娜的父亲因为发表了一篇介绍当时德国真实情况的文章，在1944年也躲到这个地方。克罗兹塔市下达了对贝蒂娜的父亲和博文的逮捕令。后来，贝蒂娜的父亲说，邮递员小姐把它给撕毁了。
少年时期的贝蒂娜从1948年到1954年在索林根上奥古斯-迪克女子中学。在那里，她的老师发现了她的绘画天赋，并予以栽培。在绘画艺术上的系统的启蒙学习主要来自于博文先生。博文先生在此期间搬进了海嫩家，住进了他们家的一栋楼里。那栋楼外墙是黑色的，为此又称为“黑色的房子”。直到博文先生去世，他一直是贝蒂娜艺术上的导师。1954年贝蒂娜开始上科隆艺术学校，在那里她向画家奥托·格斯特学习巨幅壁画艺术。因为贝蒂娜事先的艺术功底和所掌握的知识，学校让她跳了三级 。1955年贝蒂娜在巴登洪堡市举办第一次画展，一共展出20幅水彩画和铅笔素描。这年她才18岁。法兰克福著名的绘画收藏家汉娜·贝克冯拉特在1955年和1956年期间将贝蒂娜的作品收录到当代德国绘画展中。在被收录的作品中有当时德国著名画家的作品，比如卡尔·斯密特-洛特鲁夫、保尔·克雷、马克斯·贝克曼、马克斯·昂斯特、昂斯特·路德维希·科尔西勒和卡特·科维兹。这次巡回展跨越南美洲、非洲和亚洲。卡尔·斯密特·斯密特-洛特鲁夫这样对贝蒂娜说：“贝蒂娜，保持自己的风格。” 
随后几年，贝蒂娜就学于慕尼黑美术学院，从师海尔曼·卡斯帕，然后去意大利的提挈诺州旅游。1958年贝蒂娜求学于哥本哈根丹麦皇家美术学院，期间去了挪威，并在挪威著名的七姐妹山下购买了一个木屋。1959年和1962年她获得了北莱茵-威斯特法伦州教育部的奖学金。为了绘画取景，她分别在德国北部大西洋上的舒尔特岛、意大利的提挈诺州、挪威和巴黎居住了一段时间。1962年受德国文化学院去埃及的邀请，她第一次开启了去北非的旅程。
1960年，贝蒂娜在巴黎卢森堡公园遇到了她未来的丈夫-阿尔及利亚人阿布德哈米德·阿耶希(1926–2010)。他们当时一起跟随博文先生学绘画。1961年他们的女儿戴安娜出生。两年后，他们迁居到阿耶希在阿尔及利亚的老家盖勒马。盖勒马当时已经从法国手中独立出来。1969年他们的儿子哈龙出生。在以后的十几年里，贝蒂娜为了绘画取景，常常开着她的雷诺车，嘴角叼着香烟穿梭在索林根和阿尔及利亚之间。她对阿尔及利亚的深情基于她对丈夫的爱。贝蒂娜评价她丈夫时说：“他是一个自由而勇敢的人”。
1968年，阿尔及利亚首都阿尔及尔市国家博物馆购买了贝蒂娜的画。1976年获得阿尔及利亚杰出艺术奖。同年，她成为博文友人协会会长。（博文先生于1972年逝世）。1992年阿尔及利亚国家博物馆为贝蒂娜举行了作品回顾展，共展出120幅绘画作品。2004年在当时阿尔及利亚文化部长卡丽达·图米的倡导下，在首都又为贝蒂娜举行了第二次绘画回顾展。2006年受到阿尔及利亚政府的表彰。同年在索林根，因为家中无人，六幅埃尔文·博文的绘画作品被盗。
到2018年，贝蒂娜的画在欧洲、美洲和非洲举行了上百次个人和集体展览。她的名字“贝蒂娜”作为艺术绘画大师的名字在阿拉伯世界里也有了一席之地。她的生平和作品常常出现在书籍和电影里。在2012年，她第一次在二次大战后回到阿尔高地区的克罗兹塔。巴伐利亚广播电视台的电视剧组记录和报道了她的行程。
贝蒂娜·海嫩-阿耶希2020年6月7日逝世于慕尼黑，享年82岁。
2020年在贝蒂娜父母家，也就是那栋“黑色的房子”上，人们为她和她来自艺术村的朋友们制作了一个纪念牌。2022年1月，贝蒂娜·海嫩-阿耶希基金会成立。该基金会主要致力于文化、艺术及其国际对话和艺术家遗产的保护。

## 作品
贝蒂娜·海嫩-阿耶希在她的绘画教育中接受过所有技巧的训练，但是她的重心却是水彩画。作为在大自然里，以自然为背景的写实绘画师，贝蒂娜的作品大多是自然风光，少有人物肖像画。因为盖勒马地区干燥的空气，水彩不会像在欧洲那样相互融合，而且还会很快干掉，贝蒂娜为此创造了自己的绘画技巧。“我把这些强有力的色彩看作马赛克，一笔下去的颜色和另一笔的颜色联合起来。” 贝蒂娜这么说。强烈的色彩在她的画笔下，调配出一幅幅生动形象的田园画和反映阿尔及利亚光与影的作品。在阿尔及利亚九十年代至二十一世纪初这段恐怖时期，由于不能自由出游，贝蒂娜主要从事人物肖像、静物写生的绘画，最多是画画窗口的景色。

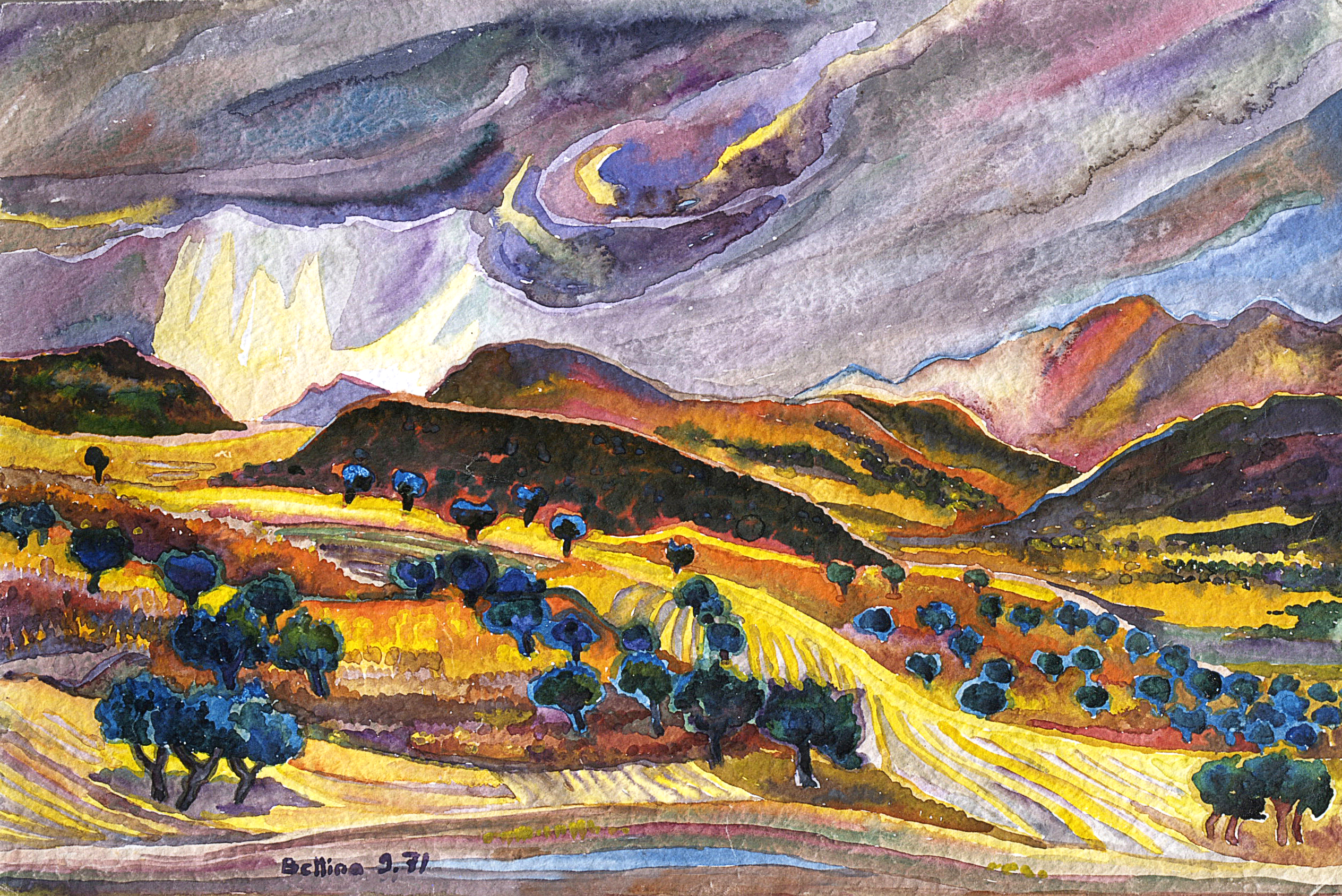
阿尔及利亚夏天的雷雨 （1974）

贝蒂娜认为，在阿尔及利亚的生活不仅改进和发展了她的绘画技术，同时也改变了她的个性。她抛弃自己作为欧洲人固有的偏见，去聆听盖勒马美丽的大自然的心声。她说：“非洲加蓬共和国南部马霍那南部山区的田野从各个感官让我着迷，那里的空气弥漫着我的想象力。那里的春天不像欧洲的春天被浓烈的绿色覆盖，而是绿色的田野上星星般点缀并闪烁着罂粟的红色。在夏天，神奇迷人的金黄色的麦田广阔无垠，远处的天边是慢慢升起的蓝紫色的山峰。冬天，在红土地孕育着无穷的力量的时候，真不知道如何表现它的魅力！”
在1967年，记者马克斯·梅兹克在《杜塞多尔夫新闻报》上评价贝蒂娜时就说：“她有能力去开发和制作一幅她不熟悉的田野风景画。她的人物画不只是画出了肖像，而是用画笔把人物灵魂的深处测试出来了。”

## 展览（节选）
- 1955年巴特洪堡的疗养大厅
- 1957年德国胡苏姆市，北弗里斯兰博物馆、丹麦哥本哈根市，德国俱乐部
- 1958年德国，穆登地区维尔芬宫殿
- 1961年瑞士伯尔尼，施耐德画廊
- 1962年埃及开罗，德国文化学院
- 1963年德国索林根市，德国刀具博物馆
- 1966年德国杜塞多尔夫市，布吕克国际教育中心
- 1970年突尼斯，艺术沙龙展
- 1972年汉堡，当代艺术画廊
- 1973年德国下萨克森州斯平格市，布格霍夫博物馆、摩洛哥首都拉巴特歌德学院、卡莎布兰卡歌德学院
- 1976年德国格拉德贝克市，维特林根宫殿博物馆
- 1980年德国雷姆沙伊德市，城市博物馆、哈斯特家乡博物馆
- 1984年大马士革歌德学院。就职于大马士革国家博物馆、叙利亚北部阿勒颇市国家博物馆
- 1968年阿尔及利亚瓦迪市，文化之家
- 1990年德国维尔兹堡市，奥托·瑞希特大厅、美因法兰地区艺术和历史协会、巴黎，阿尔及利亚文化中心
- 1992年英国阿伦德尔市，艺术小展厅
- 1993年阿尔及利亚首都阿尔及尔，国家博物馆回顾展，共展出120幅作品
- 1998年德国索林根市，奥古斯特-迪克中学成立125周年庆典
- 2000年德国索林根市，巴登艺术博物馆、巴黎市政厅
- 2002年阿尔及尔，德阿友好协会
- 2003年德国亚森市，法语文化中心法国阿尔及利亚文化年
- 2004年阿尔及利亚首都阿尔及尔市，由当时的文化部长倡导的第二次贝蒂娜绘画回顾展，共展出100多幅作品
- 2008年法国西部城市昂热，昂热宫殿
- 2017年德国下萨克森州格奥尔格斯马林许特市，斯塔梅别墅博物馆

## 博物馆、文献、文物收藏
艺术家贝蒂娜·海嫩-阿耶希的绘画作品和文物收藏在很多欧洲和北非国家的博物馆、文献馆。阿尔及利亚国家博物馆收藏着她大量的作品。除此之外，阿尔及尔城市艺术馆和总统府也有她的绘画。在挪威的阿尔斯塔海于格镇也珍藏着她的作品。在德国，北莱茵-威斯特法伦州的艺术馆、索林根艺术博物馆、北弗里斯兰博物馆都收藏着她的作品。有关她的一些文物存放在瑞士苏黎世历史和当代艺术学研究所。

## 荣誉
- 1976年贝蒂娜·海嫩-阿耶希获得阿尔及利亚杰出艺术奖
- 1993年荣获索林根市巴登市民基金会的艺术文化奖
- 1998年荣获阿尔及利亚君士坦丁市艺术荣誉奖
- 2003年因为贝蒂娜长期在文化绘画艺术上的贡献，由当时的文化部长卡丽达·图米女士亲自为她颁发了阿尔及利亚国家奖
- 2006年荣获阿尔及利亚文化部官方荣誉

## 出版
- （作为发行者）作者：汉斯·海嫩：《来自精彩和丰富的生活 - 诗歌集》索林根U-Form出版社。
- （作为发行者）作者：埃尔文·博文 《在精神和世界之间的美丽游戏 - 我的绘画生涯》ISBN 3-88234-101-7.
- （作为发行者）作者：埃尔文·博文 《绘画艺术家作品集》索林根U-Form出版社， 1999年 ISBN 3-88234-103-3.

## 相关文学作品
- 爱德华·法雷特-冯·卡斯特贝尔格：《贝蒂娜·海嫩》伯尔尼，克莱恩出版社 1967年（德法双语）
- 阿里·埃尔哈迪-塔哈/汉斯·卡尔·佩西：《贝蒂娜·海嫩-阿耶希》，索林根U-Form出版社，1982年
- 玛丽安妮·科帕兹：《贝蒂娜·海嫩-阿耶希，来自阿尔及利亚的水彩和素描》，城市银行索林根出版，1985年
- 玛丽卡·保阿布德拉/戴安娜·米利斯/贝昂德·策穆曼：《贝蒂娜·海嫩-阿耶希，1951年至1992年作品回顾》，城市银行索林根出版，1992年
- 玛丽卡·保阿布德拉：《贝蒂娜 - 国家博物馆作品回顾册》，1993年
- 汉斯·卡尔·佩西：《贝蒂娜 - 克劳斯·维恩斯的收藏》，1999，ISBN 3-88234-106-8
- 达莉亚·马哈穆德·欧尔发利：《贝蒂娜 - 国家博物馆作品回顾册》，2005年
- 泰额布·拉拉克：《一个画家和一个国家的相遇 - 贝蒂娜·海嫩-阿耶希和阿尔及利亚》，2007年
- 阿里·埃尔哈迪-塔哈/哈龙·阿耶希博士：《贝蒂娜 - 达埃肯兹画廊》，阿尔及尔，2016年
- 泰额布·拉拉克：《一个画家和一个风景的相遇 - 贝蒂娜·海嫩-阿耶希和阿尔及利亚》，恩-拿克哈，阿尔及尔2018年 ISBN 978-9947-0-5382-9
- 克劳迪娅·轩宁-卡兰德博士：《贝蒂娜·海嫩-阿耶希：动感、色彩和光 - 一个画师的艺术遗产》艺术杂志2021年第144期
- 克莉丝婷娜·斯特克福斯：《艺术之家和时代的见证 - 索林根的“黑色的房子”》艺术杂志2022年第148期48至53页

## 相关影视
- 1992年由视角影视导演哈桑·保阿布德拉和德国阿凡龙电影电视制片公司共同出品《贝蒂娜致埃尔文·博文的信 - 艺术家们的肖像》
- 2002年由阿尔及利亚CYM音像影像公司保阿勒穆·埃沙伊导演执导《贝蒂娜·海嫩-阿耶希 - 大自然的赞歌》
- 2010年由巴伐利亚广播电视在专栏为“在施佩萨特和卡文德尔山脉之间”摄制了题为《艺术的回忆》节目，报道贝蒂娜·海嫩-阿耶希在大战后第一次返回克罗兹塔
- 2015年巴亚勒-坤穆普菲-霍尔兹贝格尔基金会出资、由乔治·巴亚勒和鲁迪·霍尔兹贝格尔共同执导《阿尔高的聚焦点 - 艺术的回忆：埃尔文·博文在克罗兹塔》
- 2017年德国西部广播公司为纪念贝蒂娜80岁生日在专栏为“山区当地事”制作了《贝蒂娜·海嫩-阿耶希：在阿尔及利亚的索林根的画家》

## 网页链接
- 贝蒂娜·海嫩-阿耶希：绘画作品、录像和音像
- 贝蒂娜·海嫩-阿耶希作品网页：www.bettina-heinen-ayech.com （页面存档备份，存于）
- 贝蒂娜·海嫩-阿耶希：艺术之家的先期“黑色的房子”网页：www.schwarzes-haus.com （页面存档备份，存于）
- 芭芭拉和德特雷夫·拉尔夫2008年10月10日制作了Bettina Heinen-Ayech （页面存档备份，存于） 网页。2018年11月3日引用。
- 德国西部广播公司在节目“山区当地事”于2017年12月28日制作了《贝蒂娜·海嫩-阿耶希：在阿尔及利亚的索林根的画家》，2018年11月3日引用。